# Maritime Register of Shipping
Das Maritime Register of Shipping (Российский морской регистр судоходства, deutsch: Russisches Seeschifffahrtsregister) mit Sitz in Sankt Petersburg ist eine weltweit arbeitende Klassifikationsgesellschaft. Das Klassenzeichen ist RS.
Die Gesellschaft ging am 12. Dezember 1996 aus dem am 31. Dezember 1913 gegründeten vorherigen Russischen Register hervor und arbeitet seitdem unter dem fortgeführten Klassenzeichen, „PETRO Primo“ für Peter der Große, auf dem Gebiet der Schiffsklassifikation. Das vorherige staatliche Russian Maritime Register of Shipping arbeitete bis 1993 als reguläre Behörde. In den Jahren des Bestehens nahm die Klasse ihre über die ausschließlich auf Schiffe bezogenen Besichtigungstätigkeit hinausgehenden Bereiche wahr. Das umfasst verwandte Bereiche wie Forschung, Schadensbesichtigungen oder die Klassifikation von Offshorebauwerken. Außerdem arbeitet das Register mit einem ISO 9001-konformen Qualitätsmanagement und zahlreichen anderen Qualitätsnormen. 
Die Klassifikationsgesellschaft war von 1969 bis 2022 ein Vollmitglied der International Association of Classification Societies (IACS). Als Folge der Sanktionen gegen Russland betreffend den russischen Überfall auf die Ukraine 2022 entschied das IACS-Gremium am 11. März 2022, dem langjährigen Mitglied Maritime Register of Shipping die Mitgliedschaft zu entziehen.